# Эриноме
Эриноме (лат. Erinoma) — спутник Юпитера с обратным вращением, открытый в ноябре-декабре 2000 года группой астрономов под руководством Скотта Шеппарда вместе с другими 10 спутниками на 2,2-метровом телескопе на горе Мауна-Кеа. Временное обозначение, присвоенное спутнику при открытии — S/2000 J 4 или XXV. В октябре 2002 года спутнику было присвоено название Эриноме, в честь Эриномы — возлюбленной Юпитера. Спутник входит в группу Карме.

## Данные спутника
- Эпоха средней аномалии JD, TT — 2452200,5
- Среднее движение, °/сут — 0,47210290
- Видимый блеск — 22,8m